# 军事贵族
军事贵族（日语：／）是指日本自平安时代初期开始逐渐形成的、专门从事军事事务的贵族，出身于公家、堂上家（殿上人）或地下家（地下人）的官员，也被称为“武家贵族”，是早期武士（武家）形成的基础。代表性的军事贵族包括：为宪流藤原南家，利仁流、秀乡流、劝修寺流上杉氏等藤原北家分支，国香流桓武平氏、清和源氏、广元流大江氏、嵯峨源氏的渡边氏、瓜生氏、赤田氏，宇多源氏的佐佐木氏，多多良姓的大内氏、日下部姓的朝仓氏，以及大藏姓、中原姓、惟宗姓等诸氏。